# Yobiko

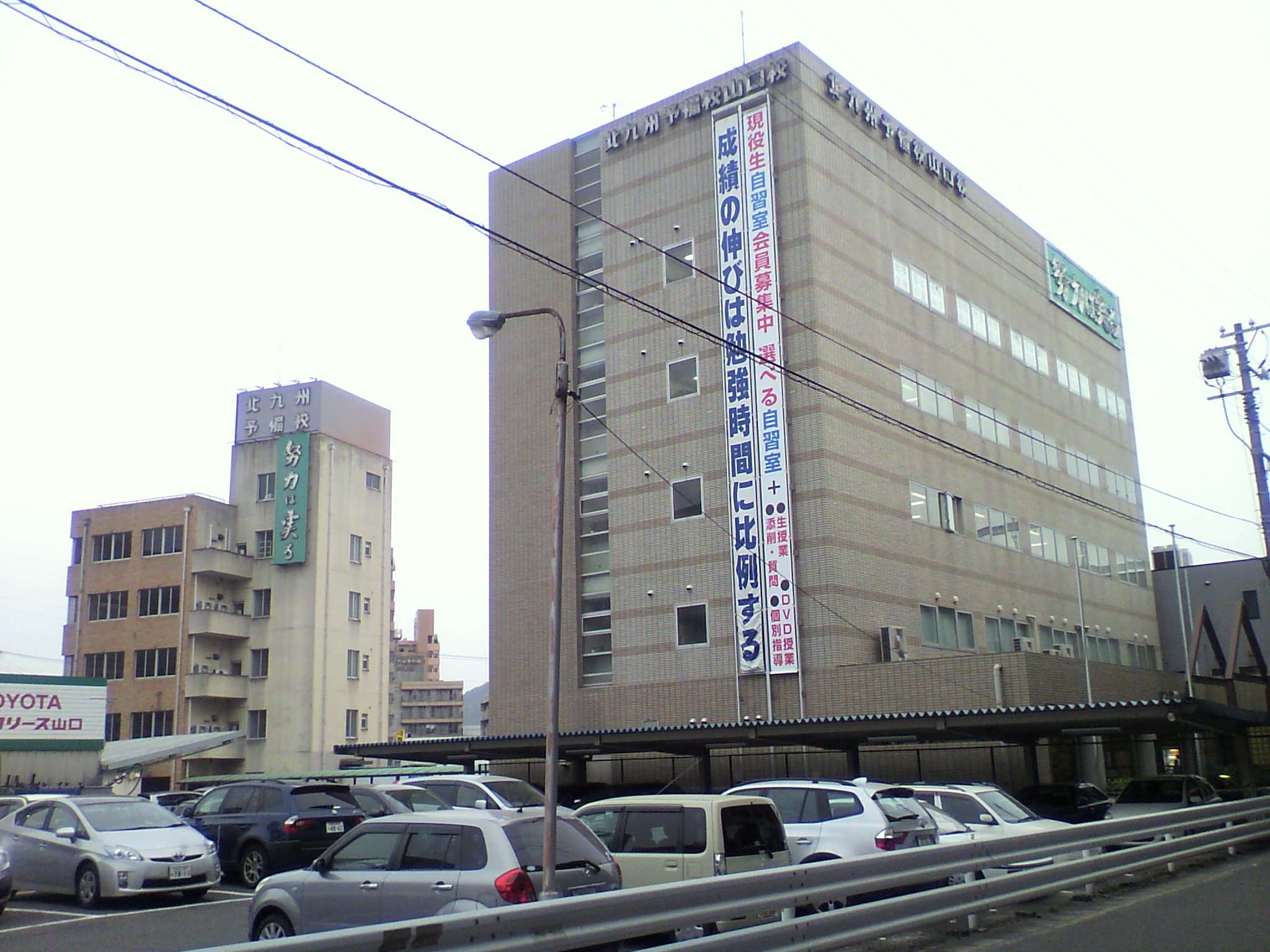
de Kitakyushu Yobiko in Yamaguchi

Yobikō (予備校) zijn particuliere scholen die studenten voorbereiden op de toelatingsexamens voor vervolgstudies. De toelatingsexamens worden elk jaar in Japan afgenomen van januari tot maart. Deze studenten hebben over het algemeen hun middelbareschooldiploma, maar is het niet gelukt binnen te komen bij de studie van hun keuze. Deze examens, behalve bij de Fransen (baccalauréat) of de Zuid-Koreanen, hebben verschillende versies qua niveau. In Japan wordt dit examen over het algemeen gezien als de belangrijkste gebeurtenis in de opvoeding van een kind. Studenten die zakken kunnen een jaar studeren om het examen opnieuw te doen. Deze studenten worden vaak rōnin genoemd, naar de samoerai zonder meester. 